# Legio III Parthica
Die Legio III Parthica war eine Legion der römischen Armee, die im Jahr 197 ausgehoben wurde. Ihre Präsenz im Nahen Osten ist bis ins frühe 5. Jahrhundert belegt. Das Legionssymbol war der Kentaur.

## Geschichte der Legion
Die Legio III Parthica wurde, wie die I und II Parthica, im Jahr 197 vom Kaiser Septimius Severus für den Partherkrieg ausgehoben. Möglicherweise wurden die Legionen aus den Resten der Armee des Usurpators Pescennius Niger rekrutiert. Der Feldzug verlief sehr erfolgreich und endete mit der Eroberung der parthischen Hauptstadt Ktesiphon. Die I Parthica und III Parthica blieben in der Region, um nachfolgende Rebellionen und Angriffe aus dem Partherreich zu verhindern. Die neu eingerichtete Provinz Mesopotamien wurde als Ausnahme von der Regel von Männern aus dem Ritterstand, nicht von Senatoren verwaltet. Ebenso hatte die III Parthica einen Eques als Legaten.
Ihr Legionslager war Nisibis oder Rhesaena (syr.: Raʾs al-ʿAin, türk.: Ceylanpınar) am Chaboras (Chabur). Die Legion überwachte die Straße von Edessa nach Nisibis im grenzfernen Hinterland und stellte einen frühen Ansatz der Raumverteidigung dar. Die Legio III Parthica nahm am Partherfeldzug des Caracalla (216/217) und seines Nachfolgers Macrinus teil.
Spätestens von Severus Alexander erhielt die Legio III Parthica den Beinamen Severiana. Die Sassaniden drangen 230 oder 231 in die römische Provinz Mesopotamia ein und belagerten Nisibis. Die römische Gegenoffensive wurde 232 von Severus Alexander in drei Kolonnen vorgetragen. Offenbar erlitten beide Seiten sehr schwere Verluste und büßten dadurch die Fähigkeit ein, weiterhin offensiv vorzugehen. Im Ergebnis lief dies auf einen römischen Sieg hinaus, da der persische Angriff damit abgewehrt war und keine Gebietsverluste hingenommen werden mussten.
Im Jahr 243 besiegte die III Partica unter dem Prätorianerpräfekten Timesitheus die Sassaniden unter Schapur I. in der Schlacht von Rhesaena. Münzfunde mit der Legende L III PIA weisen den wahrscheinlich für diesen Sieg verliehenen Beinamen Pia (pflichtbewusst) nach, doch möglicherweise wurden die Münzen aus anderem Anlass erst unter Decius (249–251) geprägt. Veteranen der Legion wurden in Sidon angesiedelt. Niederlagen erlitten die Römer 244 in der Schlacht von Mesiche und den Perserkriegen des Kaisers Valerian (253–260), bevor sich das Kriegsglück unter Odaenathus von Palmyra (261–267) und Diokletian (284–305) wendete. Im Jahr 298 wurde Frieden geschlossen. Wahrscheinlich war die Legion auch an diesen Kriegen beteiligt, doch ist ihre Rolle dabei nicht nachgewiesen. Unter Diokletian wurde die Legion nach Apatna verlegt.
Im frühen 5. Jahrhundert unterstand die Legion dem Dux Osrhoena und war in Apatna, am Zusammenfluss von Chabur und Euphrat, stationiert. Zu einem unbekannten Zeitpunkt während der folgenden zwei Jahrhunderte wurde sie aufgelöst.